# Новоселиця (Конотопський район)
Новосе́лиця —  село в Україні, у Кролевецькій міській громаді Конотопського району Сумської області. Площа - 46 га. Населення становить 92 осіб. До 2020 орган місцевого самоврядування — Зазірківська сільська рада.

## Географія
Село Новоселиця знаходиться на відстані 2 км від лівого берега річки Ведмедівська, за 3,5 км від села Калашинівка. До села примикають лісові масиви (сосна, дуб) - урочища Довжик, Глибоке.

## Символіка
На гербі зображена синя шестипроменева зірка на зеленому тлі та три жовті колоски на чорному тлі. Срібна зірка з герба Зазірок вказує на заснування села вихідцями звідти і на сильну пов'язаність сіл. Колоски на чорному тлі вказують на родючі місцеві чорноземи.

## Історія
1926 року частина незаможних мешканців Зазірок переселилася на віддалені за два кілометри, але родючі землі. Відтак і село було поіменовано Новоселицею. В свій час, на місці села були поля поміщика Кочубея.
В період Вітчизняної війни селяни допомагали партизанам, за що було знищенно нацистами.
Коли почалася колективізація, новосельців не треба було агітувати:  разом переїжджали сюди, разом вирішили і господарювати на полях, помережаних лісом і глибокими балками. На полях, де в дореволюційні часи гарцювали на баских конях гості поміщика Кочубея, полюючи дичину для гучних банкетів.
Першим головою правління місцевого колгоспу «Жовтнева перемога» селяни обрали Семена Григоровича Афанащенка. Завзято взявся він за діло, 3 його ініціативи було споруджено фермські та інші сільськогосподарські будівлі, клуб. Старанно працювали колгоспники. І земля, доглянута їхніми щедрими руками, віддячувала сторицею. У тридцятих роках це було найбагатше в Глухівському районі господарство.  Особливо добра слава  йшла про молоду ланкову Наталію Онищенко: її дівчата добивалися рекордних на Сумщині результатів — збирали по 470 центнерів цукрових буряків і по 10 — 11 центнерів конопель з гектара..
У роки фашистської навали в Новоселиці залишилися жінки, діти і старики. Але ніхто не став на коліна перед окупантами. Вже восени 1941 року в урочищі Мариця з'явився Глухівський партизанський загін Петра Леонтійовича Кульбаки.  Ця звістка голубом облетіла оселі. Манівцями — вночі — направлялися туди підводи, вантажені прихованим зерном, печеним хлібом, теплим одягом. Після сутичок з окупантами партизани привозили в своє рідне село поранених, їх доглядали сім'ями.
Штаб загону запропонував Григорію Івановичу Лубенцю стати старостою. Тож кожна задумана фашистами і їхніми посіпаками акція «коректувалася» народними месниками.
Зв'язок з місцевим населенням партизани тримали через підпільну групу, яка відразу утворилася в окупованому селі., Очолив її пасічник Свирид Митрофанович Цигикало. В активі групи були Тетяна Луківна Іллєнко, Іван Васильович Лубенець, комсомольці Костянтин Афанащенко, Петро Криущенко.
Допомагали новосельці й двом харківським загонам, які діяли поблизу — в Клинці.
Чимало добрих справ на рахунку підпільників. Вони не тільки розклеювали листівки, вели антифашистську пропаганду, розповідали про події на фронтах, а й виконували бойові накази партизанів. Кості Афанащенку, наприклад, не раз доводилося їздити в розвідку до Глухова, де містилася комендатура. Ризикували життям і його юні друзі. Не сиділи склавши руки підпільники й тоді, коли партизани відійшли з Мариці.
Та недовго торжествували поліцаї-зрадники (серед них — жодного 3 Новоселиці). Наприкінці січня 1942 року в село ввійшло партизанське з'єднання Сидора Артемовича Ковпака. Запроданців як вітром здуло. Головний штаб розмістився у підпільника С. М. Цигикала, а Глухівського загону — в хаті Уляни Іванівни Макаренко. Два тижні готувалися ковпаківці до походу в Брянські ліси. Навчали нових бійців тримати зброю, влучно стріляти. Значно поповнився й загін П. Л. Кульбаки. Попрощався з дітьми, Григорієм та Галиною, С. М. Цигикало. Дав наказ міцно тримати автомати в руках, нещадно бити ворога. Прийняли партизанську присягу Іван Самойленко, Петро та Марія Криущенки, Євфросинія Сиротенко та ще дванадцять юнаків та дівчат з Новоселиці.
Перед тим як вирушити в рейд, вони встигли понюхати пороху. До села наближався батальйон козаків-власовців та кролевецької поліції. Про це повідомили підпільники. С. А. Ковпак вирішив дати бій біля Зазірок. То було вже мобільне й багаточисельне партизанське з'єднання, а не, як вважали фашисти, невеликий загін. Прикуті шквальним вогнем до глибокого снігу, залишивши більшу частину вбитими і пораненими, власовці дали дьору до Кролевця.

12 червня 2020 року, відповідно до розпорядження Кабінету Міністрів України № 723-р «Про визначення адміністративних центрів та затвердження територій територіальних громад Сумської області», село увійшло до складу Кролевецької міської громади.
19 липня 2020 року, в результаті адміністративно-територіальної реформи та ліквідації Кролевецького району, увійшло до складу новоутвореного Конотопського району.

## Сьогодення
Село невелике. Промислових і сільськогосподарських підприємств село не має. В селі працює фельдшерський пункт.

## Пам'ятки

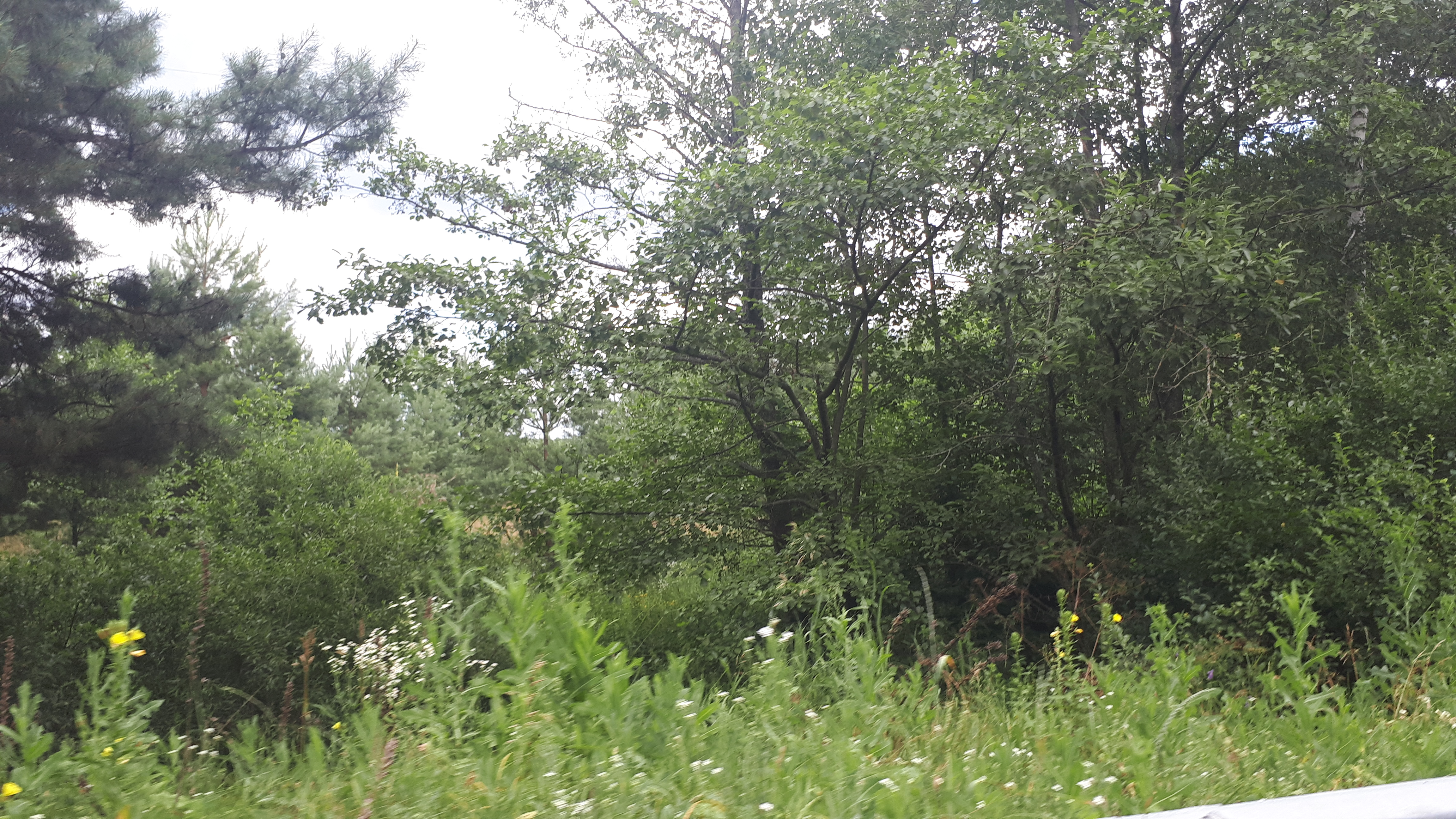
Заказник "Мариця"

- «Мариця» (у складі РЛП «Сеймський») - ботанічний заказник.